# أشقر (اسم)
أَشْقَر هو اسم علم مذكر من أصل عربي، ومعناه هو شعره أصفر يميل إلى الحمرة. وقد يكون صفة للجواد بهذا اللون.